# Lela Zečković
Lela Zečković (Varaždin, 6 februari 1936 − Triëst, 12 februari 2018) was een Kroatische literair vertaalster en dichteres.

## Biografie
Ze was in Varaždin in Kroatië geboren. Ze heeft haar basis- en middelbare school opleiding in Zagreb gevolgd waar ze ook filosofie studeerde. Na afronden studie filosofie verhuisde ze naar Amsterdam waar ze ook slavistiek studeerde. Ze publiceerde haar eerste lied in 1954 in Polet, een studentenschrift in Zagreb. Als vertaler heeft ze werken van beroemde schrijvers die in het Servo-Kroatisch schreven in het Nederlands vertaald, zoals Een grafmonument voor Boris Davidovitsj van Danilo Kiš, Kinderjaren in Agram van Miroslav Krleža⁣, maar ook literaire werken van Marija Čudina en Vasko Popa onder andere.
In Nederland debuteerde ze met de Nederlandstalige dichtbundel Belvédère in 1981, met door haar zelf vanuit het Servokratisch naar het Nederlands vertaalde gedichten, waarvoor ze twee jaar later de Lucy B. en C.W. van der Hoogtprijs kreeg van de Maatschappij der Nederlandse Letterkunde.
Ze deed ook veel voor (de nalatenschap van) haar echtgenoot Hans Faverey (1933-1990) voor wie zij in 1959 naar Nederland kwam. Ze werd wetenschappelijk medewerker en docente aan het instituut voor Slavische Talen en Letterkunde van de Universiteit van Amsterdam. Ze overleed aan de gevolgen van kanker.

### Eigen werk
- Belvédère. [Vertaald uit het Servokroatisch door de auteur]. Amsterdam, 1981.
- Een straat met kastanjebomen. Woubrugge, 2018.
- Lapis lazuli. Woubrugge, 2019.

### Vertalingen
- Vasko Popa, Pesme.Gedichten. Rotterdam, 1981.
- Danilo Kiš, Een grafmonument voor Boris Davidovitsj. Zeven hoofdstukken van een zelfde geschiedenis. Amsterdam, 1983 [vertaling met Roel Schuyt].
- Danilo Kiš, Encyclopedie van de doden. Amsterdam, 1983 en 1990² [vertaling met Roel Schuyt].
- Miroslav Krleža, Kinderjaren in Agram (1902-1903). Herinneringen. Amsterdam, 1997 [vertaling met Guido Snel].

### Samenstelling
- Hans Faverey, Springvossen. Nagelaten gedichten. Amsterdam, 2000.

- Bibliothèque nationale de France: cb136125162 (data)
- Digitale Bibliotheek voor de Nederlandse Letteren: zeck001
- International Standard Name Identifier: 0000 0000 4879 0567
- Library of Congress Control Number: nr2004035091
- Nederlandse Thesaurus van Auteursnamen: 068932472
- Système universitaire de documentation: 055830382
- Virtual International Authority File: 32172687